# Charles Gemar
Charles Donald Gemar (Yankton, 4 augustus 1955) is een voormalig Amerikaans ruimtevaarder. Gemar zijn eerste ruimtevlucht was STS-38 met de spaceshuttle Atlantis en vond plaats op 15 november 1990. Tijdens de missie werd een geclassificeerde satelliet van de United States Department of Defense in de ruimte gebracht.
Gemar maakte deel uit van NASA Astronaut Group 11. Deze groep van 13 astronauten begon hun training in juni 1985 en werden in juli 1986 astronaut. In totaal heeft Gemar drie ruimtevluchten op zijn naam staan. In 1996 verliet hij NASA en ging hij als astronaut met pensioen. 